# Колпина
Колпина (рус. Колпина; ест. Kulkna) највеће је острво у акваторији Псковског језера и највеће острво у хидрографском комплексу Чудско-псковског језера. Обухвата територију површине 11,02 км² и налази се на крајњем западу језера. Острво административно припада Печорском рејону Псковске области и налази се на западу европског дела Руске Федерације. У периоду 1920—1945. острво је административно припадало Естонији. Од обале Русије, односно од ексклаве Дубки, острво је одвојено каналом ширине око 500 метара, а једнака толика је и удаљеност од естонске облае на западу.
Рељефом острва доминира пространа замочварена низија са просечним висинама до 2 метра изнад нивоа језера. Највиша тачка острва лежи на надморској висини од 40 метара, што је свега десетак метара више од нивоа језера. Око 70% острвске територије је мочварно подручје док се нешто сувља и виша подручја налазе у северозападном делу острва.
На острву се налазе три села: Шартово на источној обали, Медли и Колпино на западној. Према подацима са пописа становништва из 2002. на острву је живело укупно 155 становника, а највеће насеље је село Медли са 75 становника.